# Cultura Cishan
La cultura Cishan (磁山文化) (6500–5000 a. C.) fue una cultura neolítica del norte de China, en las estribaciones orientales de las montañas Taihang. La cultura Cishan se basaba en el cultivo de mijo, cuyo cultivo en un sitio se remonta a hace 10,000 años. La gente de Cishan también comenzó a cultivar mijo cola de zorro hace unos 8,700 años. Sin embargo, estas fechas tempranas han sido cuestionadas por algunos arqueólogos debido a problemas de muestreo y a la falta de estudios sistemáticos.
Los artefactos comunes de la cultura Cishan incluyen molinillos de piedra, hoces de piedra y cerámica trípode. Las hojas de la hoz presentan dentados bastante uniformes, lo que facilita la recolección de granos. Las marcas de cordón, utilizadas como decoración en la cerámica, eran más comunes en comparación con las culturas vecinas. Además, los alfareros cishan crearon una variedad más amplia de formas de cerámica, como palanganas, soportes para ollas, soportes para servir y tazas para beber.

Dado que la cultura compartía muchas similitudes con su vecina del sur, la cultura Peiligang, anteriormente a ambas culturas se las denominaba juntas como cultura Cishan-Peiligang o cultura Peiligang-Cishan. La cultura Cishan también comparte varias similitudes con su vecina oriental, la cultura Beixin. Sin embargo, el consenso contemporáneo entre los arqueólogos es que el pueblo Cishan era miembro de una cultura distinta que compartía muchas características con sus vecinos. Esta cultura ha sido vinculada al origen de la familia lingüística sino-tibetana. 

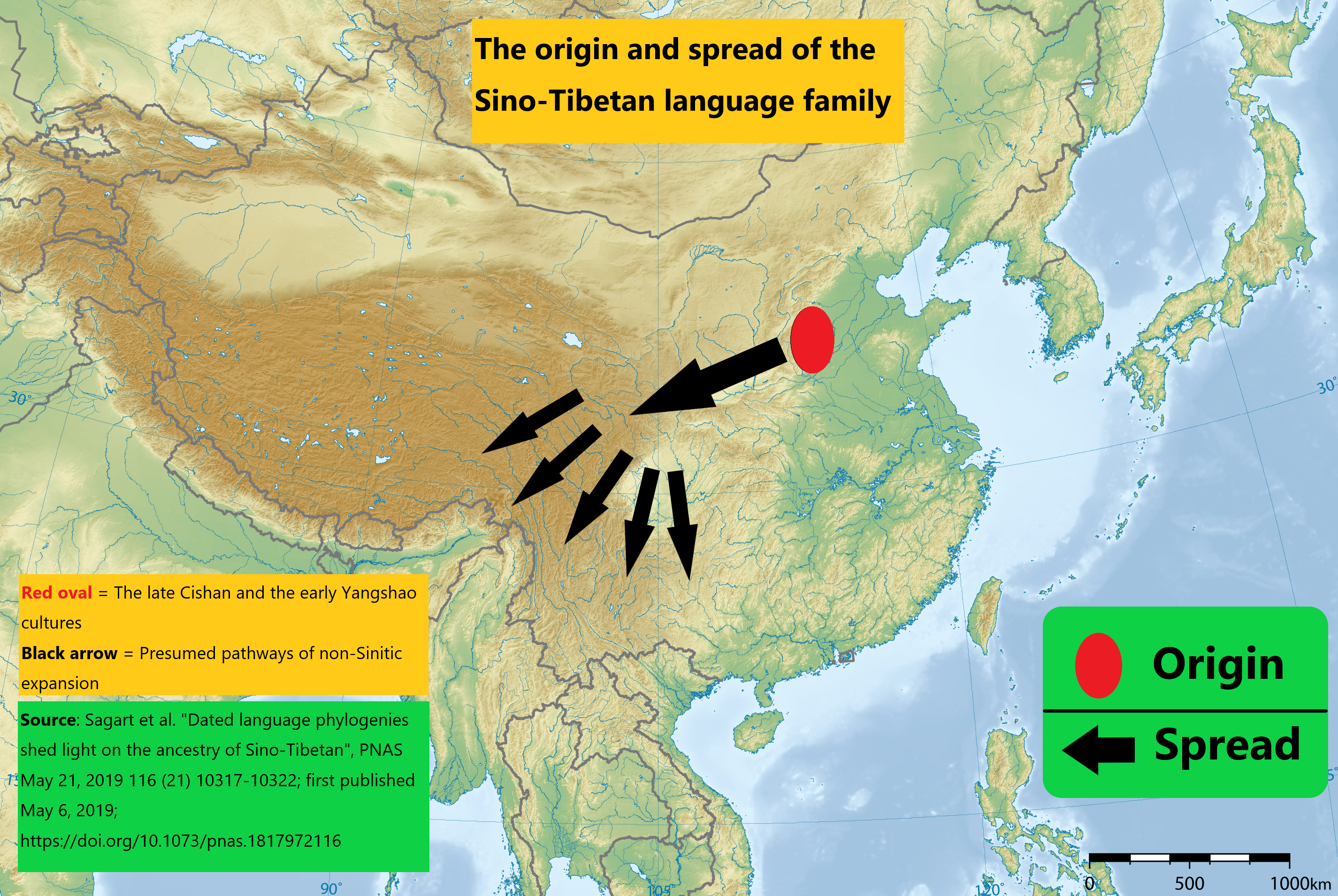
El óvalo rojo representa las culturas tardías de Cishan y tempranas de Yangshao. Después de aplicar el método comparativo lingüístico a la base de datos de datos lingüísticos comparativos desarrollada por Laurent Sagart en 2019 para identificar correspondencias sonoras y establecer cognados, se utilizan métodos filogenéticos para inferir relaciones entre estas lenguas y estimar la edad de su origen y patria.

## Cishan Type Site
El type site de Cishan está ubicado en Wu'an, Hebei, China, en una meseta de baja elevación. El sitio cubre un área de alrededor de 80 m² (861 ft²). Las casas de Cishan eran semisubterráneas y redondas. El sitio mostró evidencia de cerdos, perros y pollos domesticados, siendo los cerdos la principal fuente de carne. El pueblo Cishan cazaba ciervos y jabalíes. En los bosques circundantes se recolectaban nueces (Juglans regia y Corylus heterophylla), Celtis bungeana, albaricoques y peras silvestres y diversas raíces y tubérculos. El pescado también era una parte importante de la dieta en Cishan, específicamente la carpa y el arenque del río cercano; se utilizaban redes de pesca hechas de fibras de cáñamo.
En Cishan se descubrieron más de 500 pozos de almacenamiento subterráneos. Estos pozos se utilizaban para almacenar mijo. Los pozos más grandes tenían 5 metros de profundidad y podían almacenar hasta 1000 kg (2205 lb) de mijo.